# Gary Anderson (dartsjátékos)
Gary Anderson (Musselburgh, 1970. december 22. –) kétszeres világbajnok skót dartsjátékos. 2000-től 2009-ig a British Darts Organisation, majd 2009-től a Professional Darts Corporation tagja. Becenevét az egykor világszenzációnak számító gőzmozdony, a Flying Scotsman után kapta.

## Pályafutása

### Kezdetek, BDO
Anderson a BDO-nál kezdte pályafutását, ahol már a második versenyét a 2001-es Welsh Opent megnyerte. Ezzel a győzelemmel kvalifikálta magát a következő évi BDO világbajnokságra. A vb-n az első körben vereséget szenvedett a svéd Stefan Nagy ellen.
A 2003-as BDO világbajnokságon az elődöntőig jutott, ahol Ritchie Daviestől kapott ki. 2006-ig nem tudott a világbajnokságokon meccset nyerni, ebben az évben is csak egyet, mivel a második körben Raymond van Barneveld ellen búcsúzni kényszerült.
A következő két BDO világbajnokságon mindkétszer az első körben kiesett.
Anderson 2009-ig a BDO szervezet játékosa volt és ezalatt néhány kivételtől eltekintve a BDO által szervezett tornákon vett részt. Ez a néhány kivétel csak a 2007-es és 2008-as PDC által lebonyolított Grand Slam of Darts tornákat jelenti, melyre Anderson is meghívást kapott. Ebben az időszakban jó formában játszott, ezt mutatja az is, hogy ezen a két tornán mindkétszer az elődöntőbe jutott. Ekkortájt születtek meg első komolyabb tornagyőzelmei is a BDO-nál.
Az első ilyen a 2007-es International Darts League volt, melynek a döntőjében Mark Webstert győzte le. Anderson volt az első játékos a torna történelmében, aki egyetlen játékot sem veszített el. Emellett a tornán sikerült dobnia 59 db 180-ast, amellyel csúcstartó lett a torna tekintetében.
Ebben az évben megnyerte még a World Darts Trophyt, mely a második kiemelt BDO tornagyőzelme volt. Ebben a döntőben a többszörös világbajnok Phil Taylort győzte le 7–3-ra.
2007-ben sikerült győznie a Zuiderduin Masters kiemelt BDO tornán. A címét a következő évben sikeresen megvédte, és ezzel megszerezte negyedik kiemelt BDO tornagyőzelmét, mely egyben az utolsó is volt.
A 2009-es BDO világbajnokságon a negyeddöntőig jutott, ahol Tony O'Shea ellen esett ki. Ezután kezdtek előjönni azok a hírek, hogy Anderson elhagyja a BDO-t és átszerződik a PDC-hez.
2009 februárjában Anderson a PDC által szervezett Premier League második játéknapján aláírta szerződését a szervezettel, és ezzel eldőlt, hogy csatlakozik a PDC-hez és elhagyja a BDO-t.

### PDC
Első PDC világbajnokságán, 2010-ben a második körig jutott, ahol Ronnie Baxter ellen búcsúzott.
A 2010-es UK Openen játszott először döntőt kiemelt PDC tornán. A versenyen legyőzte többek között Michael van Gerwent, Paul Nicholsont, Mervyn King-et is, de a döntőben nem tudta megverni Taylort, aki 11–5-re győzött.
Anderson a 2011-es PDC világbajnokságon a döntőig jutott, ahol a fiatal angol Adrian Lewis ellen kapott ki 7–5-re. A döntőig vezető úton megverte többek között Dennis Priestleyt, Raymond van Barneveldet és Terry Jenkinst is. Nagy formában játszott ezen a vb-n Anderson, és a döntő kivételével minden meccsen 100 feletti átlagot sikerült dobnia. 
Még ebben az évben a Players Championship Finals torna döntőjéig menetelt Anderson, ahol végül 13–12-re kikapott Phil Taylortól. 
2011. május 19-én megnyerte a Premier League döntőjét, ahol a visszavágott az elveszített vb döntőért Lewisnak és 10–4-re győzött.
2012-ben a vb-n a negyeddöntőig jutott, ahol a 2010-es döntős ausztrál Simon Whitlock volt az ellenfele. Anderson megnyerte az első szettet a meccsen, de ezután a kiszállózása borzalmas volt, és végül 5–1-re kikapott.
2012. június 8-án megdobta első televíziós kilencnyilasát a UK Openen.
A 2013-as világbajnokságon az első két kört sikerrel vette, majd a harmadik körben nagyon simán kikapott 4–0-ra Raymond van Barneveldtől.
A következő világbajnokságon, újra csak a harmadik körig sikerült eljutnia, ahol az abban az évben világbajnoki címet szerző van Gerwentől kapott ki 4-3-ra. Ebben az évben Andersonnak sikerült megnyernie a Players Championship Finalst. A döntőben 6–5-re győzte le Andrew Gildinget, és Anderson az eddigi legmagasabb átlaggal (111,47-dal) fejezte be a meccset.
2015-ben megszerezte első világbajnoki címét, miután a döntőben legyőzte a jóval esélyesebb tizenhatszoros világbajnok Phil Taylort 7–6-ra. Világbajnoki menetelése során legyőzte a tavalyi döntős honfitársát Peter Wrightot és a világbajnoki címvédő van Gerwent is.
Az év további részében sikerült újra megnyernie 2011 után a Premier Leaguet. A tornán a harmadik helyen jutott be az elődöntőbe, ahol Dave Chisnallt győzte le. A döntőben van Gerwen volt az ellenfele, akit 11–7-re sikerült legyőznie.
A 2016-os világbajnokságon címvédőként indult, és a Phil Taylor és Adrian Lewis után ő lett a harmadik játékos, aki meg tudta védeni PDC világbajnoki címét. A döntőig vezető úton különösebb gondja nem akadt, a két legkomolyabbnak tűnő ellenfele ellen is simán vette az akadályokat. James Wadet a negyeddöntőben 5–1-re, majd Jelle Klaasent az elődöntőben 6–0-val ütötte ki. Klaasen ellen megdobta karrierje második televíziós kilencnyilasát is. A döntőben a szintén jó formában lévő Adrian Lewis volt az ellenfele, így megismétlődhetett a 2011-es világbajnoki döntő. Ezúttal is nagyon szoros mérkőzést vívtak, de most Anderson örülhetett, miután 7–5-re legyőzte ellenfelét.
A 2017-es világbajnokságon hiába volt kétszeres címvédő, mégsem ő volt a világbajnokság favoritja, hanem a 2016-ban a világbajnokságon kívül minden kiemelt PDC tornát megnyerő van Gerwen. Végül mindkettőjüknek sikerült bejutni a döntőbe, ahol van Gerwen az előző meccseihez hasonlóan nagyon magas szinten játszott és most sem lehetett legyőzni őt. Végül viszonylag simán 7–3-ra sikerült megvernie Andersont. Andersonnak így nem sikerült az újabb címvédés, de a 2015-től sorozatban megnyert 15 vb meccsével, a megelőzte Lewist (14) és ő lett Phil Taylor után a sorozatban legtöbb győzelemmel rendelkező játékos a világbajnokságokon. 2017. január végén újra találkoztak van Gerwennel, ezúttal a The Masters döntőjében, ahol ismét a hollandnak sikerült nyernie. Andersonnak ebben az évben egy nagy torna fináléja volt, melyet a Champions League of Darts-on játszott, ahol 11–9-es vereséget szenvedett az osztrák Mensur Suljović-tól.
A 2018-as világbajnokságon a negyeddöntőig jutott, ahol a későbbi döntős Phil Taylor ellen szenvedett 5–3-as vereséget. Az év további részében megnyert 3 kiemelt tornát, (UK Open, World Matchplay, Champions League of Darts), valamint a Grand Slam of Darts tornán is döntőig jutott, ahol Gerwyn Price-tól kapott ki végül.
A 2019-es világbajnokságot a negyedik kiemeltként várta, így csak a második körben csatlakozott be a küzdelmekbe. Első meccsén Jermaine Wattimena volt az ellenfele, akivel egy szoros csatát sikerült játszaniuk, de végül Anderson 4–3-ra megnyerte a mérkőzést. A következő körben az angol Chris Dobey ellen hasonlóan szoros mérkőzést játszott mint Wattimena ellen, és végül újra Anderson nyerte meg a meccset 4–3-ra. A negyeddöntőben Dave Chisnall-al mérkőzött meg Anderson az elődöntőbe jutásért, és végül 5–2-es győzelemmel felülkerekedett angol ellenfelén. Az elődöntőben a világelső van Gerwent végül már nem tudta megállítani, aki köszönhetően sokkal magasabb szintű játékának, végül 6–1-re nyert, és bekerült a vb fináléjába.
2020-ban a legjobb 16 között állította meg Nathan Aspinall, éppen szárnyaló formájában. A Covid-időszak kezdetén Dimitri Van den Bergh ellen játszotta a World Matchplay döntőjét, vereséget szenvedett 18–10 arányban, miután a döntőbe vezető úton megverte Justin Pipe-ot, Simon Whitlock-ot és Michael Smith-t is.
Majd a világbajnokságon a Madars Razma, Mensur Suljović, Devon Petersen, Dirk van Duijvenbode és Dave Chisnall elleni győzelmek után kikapott a fináléban a nagyszerűen játszó Gerwyn Price-tól.
Többnyire a világbajnokságra szedi össze magát, bizonyítja az újabb elődöntős veresége Peter Wright-tal szemben. Pár hónapig nem találta a játékát, utolsó lett a Premier League 2022-es kiírásában, majd a Nordic Darts Masters döntőjében egyoldalú vereséget szenvedett a 2020-as World Matchplay győztestől, Van den Berghtől.

## Világbajnoki szereplései

### BDO
- 2002: Első kör (vereség  Stefan Nagy ellen 0–3)
- 2003: Elődöntő (vereség  Ritchie Davies ellen 2–5)
- 2004: Első kör (vereség  Tony O'Shea ellen 0–3)
- 2005: Első kör (vereség  Raymond van Barneveld ellen 0–3)
- 2006: Második kör (vereség  Raymond van Barneveld ellen 1–4)
- 2007: Első kör (vereség  Albertino Essers ellen 1–3)
- 2008: Első kör (vereség  Fabian Roosenbrand ellen 2–3)
- 2009: Negyeddöntő (vereség  Tony O'Shea ellen 3–5)

### PDC
- 2010: Második kör (vereség  Ronnie Baxter ellen 0–4)
- 2011: Döntő (vereség  Adrian Lewis ellen 5–7)
- 2012: Negyeddöntő (vereség  Simon Whitlock ellen 1–5)
- 2013: Harmadik kör (vereség  Raymond van Barneveld ellen 0–4)
- 2014: Harmadik kör (vereség  Michael van Gerwen ellen 3–4)
- 2015: Győztes ( Phil Taylor ellen 7–6)
- 2016: Győztes ( Adrian Lewis ellen 7–5)
- 2017: Döntő (vereség  Michael van Gerwen ellen 3–7)
- 2018: Negyeddöntő (vereség  Phil Taylor ellen 3–5)
- 2019: Elődöntő (vereség  Michael van Gerwen ellen 1–6)
- 2020: Negyedik kör (vereség  Nathan Aspinall ellen 2–4)
- 2021: Döntő (vereség  Gerwyn Price ellen 3–7)
- 2022: Elődöntő (vereség  Peter Wright ellen 4–6)
- 2023: Harmadik kör (vereség  Chris Dobey ellen 1–4)
- 2024: Negyedik kör (vereség  Brendan Dolan ellen 3–4)
- 2025: Második kör (vereség  Jeffrey de Graaf ellen 0–3)

## Döntői

### BDO nagytornák: 4 döntős szereplés
| Történet                         |
| World Darts Trophy (1–0)         |
| Zuiderduin Masters (2–0)         |
| International Darts League (1–0) |

| Eredmény | Sorszám | Év   | Bajnokság                  | Ellenfél a döntőben | Pontok    |
| Győztes  | 1.      | 2007 | International Darts League | Mark Webster        | 13–9 (sz) |
| Győztes  | 2.      | 2007 | World Darts Trophy         | Phil Taylor         | 7–3 (sz)  |
| Győztes  | 3.      | 2007 | Zuiderduin Masters         | Mark Webster        | 5–4 (sz)  |
| Győztes  | 4.      | 2008 | Zuiderduin Masters         | Scott Waites        | 5–4 (sz)  |

### PDC nagytornák: 20 döntős szereplés
| Történet                          |
| PDC Világbajnokság (2–3)          |
| World Matchplay (1–1)             |
| Premier League (2–0)              |
| World Grand Prix (0–1)            |
| Grand Slam (0–2)                  |
| UK Open (1–1)                     |
| The Masters (0–1)                 |
| Players Championship Finals (1–1) |
| Champions League of Darts (1–1)   |
| Európa-bajnokság (0–1)            |

| Eredmény | Sorszám | Év   | Bajnokság                   | Ellenfél a döntőben   | Pontok    |
| Döntős   | 1.      | 2010 | UK Open                     | Phil Taylor           | 5–11 (l)  |
| Döntős   | 2.      | 2011 | PDC Világbajnokság          | Adrian Lewis          | 5–7 (sz)  |
| Döntős   | 3.      | 2011 | Players Championship Finals | Phil Taylor           | 12–13 (l) |
| Győztes  | 1.      | 2011 | Premier League Darts        | Adrian Lewis          | 10–4 (l)  |
| Döntős   | 4.      | 2011 | Grand Slam of Darts         | Phil Taylor           | 4–16 (l)  |
| Győztes  | 2.      | 2014 | Players Championship Finals | Adrian Lewis          | 11–6 (l)  |
| Győztes  | 3.      | 2015 | PDC Világbajnokság          | Phil Taylor           | 7–6 (sz)  |
| Győztes  | 4.      | 2015 | Premier League Darts        | Michael van Gerwen    | 11–7 (l)  |
| Döntős   | 5.      | 2015 | Európa-bajnokság            | Michael van Gerwen    | 10–11 (l) |
| Győztes  | 5.      | 2016 | PDC Világbajnokság          | Adrian Lewis          | 7–5 (sz)  |
| Döntős   | 6.      | 2016 | World Grand Prix            | Michael van Gerwen    | 2–5 (sz)  |
| Döntős   | 7.      | 2017 | PDC Világbajnokság          | Michael van Gerwen    | 3–7 (sz)  |
| Döntős   | 8.      | 2017 | The Masters                 | Michael van Gerwen    | 7–11 (l)  |
| Döntős   | 9.      | 2017 | Champions League of Darts   | Mensur Suljović       | 9–11 (l)  |
| Győztes  | 6.      | 2018 | UK Open                     | Corey Cadby           | 11–7 (l)  |
| Győztes  | 7.      | 2018 | World Matchplay             | Mensur Suljović       | 21–19 (l) |
| Győztes  | 8.      | 2018 | Champions League of Darts   | Peter Wright          | 11–4 (l)  |
| Döntős   | 10.     | 2018 | Grand Slam of Darts         | Gerwyn Price          | 13–16 (l) |
| Döntős   | 11.     | 2020 | World Matchplay             | Dimitri Van den Bergh | 10–18 (l) |
| Döntős   | 12.     | 2021 | PDC Világbajnokság          | Gerwyn Price          | 3–7 (sz)  |

### PDC World Series of Darts tornák: 8 döntős szereplés
| Történet                           |
| World Series of Darts Finals (0–1) |
| World Series of Darts (6–1)        |

| Eredmény | Sorszám | Év   | Bajnokság                    | Ellenfél a döntőben   | Pontok   |
| Győztes  | 1.      | 2016 | Dubai Darts Masters          | Michael van Gerwen    | 11–9 (l) |
| Győztes  | 2.      | 2016 | Auckland Darts Masters       | Adrian Lewis          | 11–7 (l) |
| Győztes  | 3.      | 2016 | Tokyo Darts Masters          | Michael van Gerwen    | 8–6 (l)  |
| Győztes  | 4.      | 2017 | Dubai Darts Masters          | Michael van Gerwen    | 11–7 (l) |
| Győztes  | 5.      | 2017 | Perth Darts Masters          | Raymond van Barneveld | 11–7 (l) |
| Döntős   | 1.      | 2017 | World Series of Darts Finals | Michael van Gerwen    | 6–11 (l) |
| Győztes  | 6.      | 2018 | US Darts Masters             | Rob Cross             | 8–4 (l)  |
| Döntős   | 2.      | 2022 | Nordic Darts Masters         | Dimitri Van den Bergh | 5–11 (l) |

### PDC csapatversenyek: 4 döntős szereplés
| Eredmény | Sorszám | Év   | Bajnokság          | Ország | Csapattárs   | Ellenfél a döntőben                                     | Pontok   |
| Döntős   | 1.      | 2015 | World Cup of Darts | Skócia | Peter Wright | Anglia (Phil Taylor és Adrian Lewis)                    | 2–3 (m)  |
| Döntős   | 2.      | 2018 | World Cup of Darts | Skócia | Peter Wright | Hollandia (Michael van Gerwen és Raymond van Barneveld) | 1–3 (m)  |
| Győztes  | 1.      | 2019 | World Cup of Darts | Skócia | Peter Wright | Írország (William O'Connor és Steve Lennon)             | 3–1 (m)  |
| Döntős   | 3.      | 2023 | World Cup of Darts | Skócia | Peter Wright | Wales (Gerwyn Price és Jonny Clayton)                   | 2–10 (l) |

1. 1 2 3 4  (l) = pontszám legekben, (sz) = pontszám szettekben, (m) = pontszám mérkőzésekben.

## További tornagyőzelmei
| Players Championships - Players Championship (BAR): 2010, 2014, 2015, 2017, 2018 (x2), 2020, 2023 (x2) - Players Championship (COV): 2014 (x2), 2015 - Players Championship (CRA): 2011, 2014 (x2) - Players Championship (DER): 2011 - Players Championship (HIL): 2023, 2025 - Players Championship (KIL): 2010 - Players Championship (LEI): 2024 - Players Championship (MK): 2018 - Players Championship (NED): 2011 (x2) - Players Championship (VEG): 2010 - Players Championship (WAL): 2009 - Players Championship (WIG): 2017 (x2), 2024 UK Open Regionals/Qualifiers - UK Open Qualifier: 2010, 2011 (x2), 2014, 2016, 2018 World Series of Darts Events - Auckland Darts Masters: 2016 - Dubai Darts Masters: 2016, 2017 - Perth Darts Masters: 2017 - Tokyo Darts Masters: 2016 - US Darts Masters: 2018 European Tour Events - European Darts Grand Prix: 2024, 2025 - German Darts Championship: 2014 PDC-csapatvilágbajnokság - PDC World Cup of Darts (csapat): 2019 | - BDO British Classic: 2006 - BDO British Open: 2007 - BDO Gold Cup: 2006 - BDO International Grand Prix: 2008 - Denmark Open: 2004 - Dutch Pentathlon: 2008, 2009 - Fife Open: 2006 - Forth Valley Masters: 2008 - German Open: 2004, 2006, 2008 - Gleneagle Irish Masters: 2012 - Granite City Open: 2004, 2008 - Isle of Man Open: 2006 - Northern Ireland Open: 2003, 2007 - Scottish Masters: 2003, 2006 - Scottish Open: 2007 - Swiss Open: 2006 - Welsh Open: 2001, 2008 - Six Nations Cup: 2002, 2003 - WDF Europe Cup Team: 2002 - Berwick Tournament Pairs: 2008 - Granite City Open Pairs: 2008 - Scotland National Pairs: 2002, 2004, 2005 - Scotland National Mixed Pairs: 2000, 2002 - Scotland National Mixed Triples: 2001, 2002 |

## Televíziós 9 nyilasai
| Időpont          | Ellenfél      | Torna              | Kombináció                      | Díjazás  |
| ---------------- | ------------- | ------------------ | ------------------------------- | -------- |
| 2012. június 8.  | Davey Dodds   | UK Open            | 3 x T20; 3 x T20; T20, T19, D12 | 10 000 £ |
| 2016. január 2.  | Jelle Klaasen | PDC Világbajnokság | 3 x T20; 3 x T20; T20, T19, D12 | 15 000 £ |
| 2018. július 26. | Joe Cullen    | World Matchplay    | 3 x T20; 3 x T20; T20, T19, D12 | 45 000 £ |